# Alain Génestier
Alain Génestier, né en 1948, est un ancien pilote de rallye-raid français, à l'époque employé comme maître d'œuvre d'une compagnie africaine de pose de câbles électriques lors de sa victoire durant la 1re édition du Rallye Dakar (appelé alors éphémèrement Rallye Oasis) en 1979.
Pour ce premier Dakar, il est accompagné du copilote Joseph Terbiaut, son patron finançant l'opération et du mécanicien Jean Lemordant. Le trio participe sur Land Rover Range Rover V8 et termine 1er du classement voitures, et 4e du classement général.
Trois ans auparavant, en décembre 1976, Génestier avait terminé 8e de la 8e édition du rallye Bandama (copilote Jean Lemordant, sur Datsun 240Z - 31 participants alors, pour 8 équipages seulement classés à la fin),.
Il séjourna presque une vingtaine d'années en Afrique pour ses activités professionnelles.